# Ciabatta

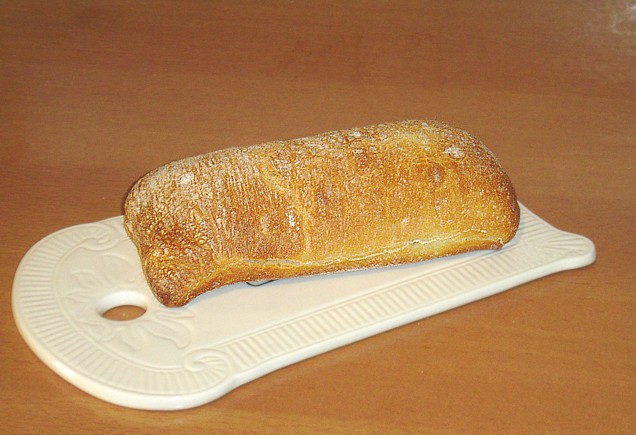
Ciabatta

Ciabatta (italienska för ’toffel’) är ett italienskt långjäst bröd. Brödet, som har en hård skorpa och fluffigt inre, är bakat på vatten, vetemjöl, jäst, olivolja, surdeg och salt. En ciabatta delas på längden och kan fyllas med olika slags innehåll.
Brödet, som kräver moderna maskiner för att tillverkas, uppfanns av Francesco Favaron 1982 i Polesine. Mjölet som användes skapades av Molini Adriesi, som varumärkesskyddade ciabatta polesana. Numera finns det dock i många länder.